# قطار گوشت نیمه‌شب
قطار گوشت نیمه‌شب (به انگلیسی: The Midnight Meat Train) یک فیلم ترسناک آمریکایی محصول سال ۲۰۰۸ است که بر پایهٔ داستان کوتاهی به همین نام نوشتهٔ کلایو بارکر در مجموعهٔ کتاب‌های خون (۱۹۸۴) ساخته شده است. داستان فیلم دربارهٔ یک عکاس است که در تلاش برای یافتن یک قاتل زنجیره‌ای به‌نام «قصاب مترو» وارد دنیایی پنهان در زیر خیابان‌های شهر می‌شود و چیزی فراتر از آن‌چه انتظار داشت کشف می‌کند.
کارگردانی فیلم را ریوهی کیتامورا بر عهده داشته و بازیگرانی چون بردلی کوپر، لزلی بیب، بروک شیلدز، راجر بارت، تد ریمی و وینی جونز در آن ایفای نقش کرده‌اند. فیلم‌نامه را جف بوهلر اقتباس کرده و تهیه‌کنندهٔ اصلی آن تام روزنبرگ از شرکت لیک‌شور اینترتینمنت بوده است. اکران فیلم از ۱ اوت ۲۰۰۸ آغاز شد و بازخوردهای متفاوتی از منتقدان دریافت کرد. تهیه‌کننده جو دیلی، که دوست قدیمی بوهلر بود، در توسعهٔ فیلم‌نامه همکاری کرد. این فیلم توسط شرکت تولید مشترک کلایو بارکر به‌نام Midnight Picture Show ساخته شد که پروژهٔ بعدی‌اش اقتباس از داستان دیگر بارکر، یعنی کتاب خون بود.

## داستان
«لئون کافمن» عکاسی شهری است که می‌خواهد صحنه‌هایی منحصر‌به‌فرد و خشن از زندگی خیابانی ثبت کند. وقتی صاحب گالری، «سوزان هوف»، به‌جای آن‌که به او فرصت دیده شدن بدهد، او را بابت محتاط بودن در کارش سرزنش می‌کند، لئون مصمم می‌شود تا جسورتر عمل کند. او شبانه به سیستم متروی شهر می‌رود و از صحنه‌ای در آستانهٔ تعرض جنسی عکس می‌گیرد؛ سپس به زن کمک می‌کند و نجاتش می‌دهد. زن قبل از فرار و سوار شدن به قطار، او را می‌بوسد. روز بعد، لئون درمی‌یابد همان زن ناپدید شده است. او که کنجکاو شده، پیگیر ناپدیدشدن‌های مشابه می‌شود. جست‌وجویش به قصابی به‌نام «ماهُگِنی» ختم می‌شود که گمان می‌کند در سه سال گذشته مسافران مترو را به قتل رسانده است.
لئون عکس‌هایش را به پلیس ارائه می‌دهد، اما آن‌ها حرفش را جدی نمی‌گیرند. وسواس لئون به‌سرعت شدت می‌گیرد و بر رابطه‌اش با نامزدش «مایا» سایه می‌اندازد. لئون، ماهگنی را در آخرین قطار شبانه تعقیب می‌کند و شاهد قتل چندین مسافر به‌دست او و آویزان کردن جنازه‌ها از قلاب گوشت می‌شود. پس از درگیری‌ای کوتاه با ماهگنی، لئون در قطار بیهوش می‌شود و صبح روز بعد، در یک کشتارگاه بیدار می‌شود؛ با نشانه‌هایی عجیب که روی سینه‌اش کنده‌کاری شده‌اند.
مایا که از رفتارهای لئون نگران شده، همراه دوستش «یورگیس» عکس‌های ماهگنی را بررسی می‌کند و به خانهٔ او می‌رسند. آن‌ها وارد خانه می‌شوند اما یورگیس به دام می‌افتد و مایا موفق می‌شود با سندهایی فرار کند که زمان‌بندی بیش از صد سال قتل در مترو را ثبت کرده‌اند. او به پلیس مراجعه می‌کند، اما آن‌ها باز هم تردید دارند. وقتی کارآگاه پلیس «لین هدلی» از مایا می‌خواهد آن اسناد را پس بدهد، مایا خشمگین می‌شود و خواهان پاسخ می‌شود. هدلی با بی‌میلی او را راهنمایی می‌کند تا با قطار نیمه‌شب به‌دنبال یورگیس برود. در همین حال، لئون هم با چاقوهایی به مترو برمی‌گردد.
لئون درست پیش از آن‌که ماهگنی قتل بعدی‌اش را کامل کند و مایا را گیر بیندازد، سوار قطار می‌شود. لئون با چاقو به ماهگنی حمله می‌کند و دو نفر میان توده‌های گوشت انسانی به نبردی خونین درمی‌افتند. اعضای بدن انسان‌ها پاره، پرتاب و به سلاح بدل می‌شوند. یورگیس که از قلاب گوشت آویزان شده، با شکافتن شکمش می‌میرد. قطار به ایستگاهی متروک و غاری می‌رسد که از جمجمه و اجساد در حال پوسیدن پر است. یک راهبر ظاهر می‌شود و از آن‌ها می‌خواهد از «گوشت» فاصله بگیرند. در اینجا هدف اصلی ایستگاه متروک آشکار می‌شود: موجوداتی خزنده وارد واگن می‌شوند و اجساد مسافران کشته‌شده را می‌خورند. لئون و مایا می‌گریزند، اما ماهگنی مجروح دوباره برمی‌گردد و با لئون می‌جنگد. لئون با فروکردن استخوان شکستهٔ ران در گلوی ماهگنی، او را می‌کشد.
راهبری که پیش‌تر دیده بودیم، به لئون می‌گوید این موجودات مدت‌ها پیش از ساخت مترو در زیر شهر زندگی می‌کرده‌اند و وظیفهٔ قصاب این است که هر شب آن‌ها را تغذیه کند تا روزها به مسافران مترو حمله نکنند. راهبر، لئونِ ضعیف‌شده را بلند می‌کند و با همان نیروی فراانسانی که ماهگنی داشت، زبانش را درمی‌آورد و می‌خورد. سپس لئون را به مایا که بیهوش روی توده‌ای از استخوان‌ها افتاده، جلب می‌کند و قلب او را درمی‌آورد. او به لئون می‌گوید که چون قصاب را کشته، اکنون باید جای او را بگیرد.
مدتی بعد، هدلی فهرست حرکت قطار را به قصاب جدید می‌دهد؛ کسی که انگشتری با نشان گروه تغذیه‌کنندهٔ آن موجودات به‌دست دارد. مشخص می‌شود که قصاب جدید کسی نیست جز لئون که اکنون سوار بر قطار نیمه‌شب شده است.

## بازیگران
- بردلی کوپر
- لسلی بیب
- بروک شیلدز
- راجر بارت
- تد ریمی
- وینی جونز
- تونی کارن
- پیتر جکوبسن
- باربارا ایو هریس
- ارل کرول
- نورا
- کوئینتون جکسون